# Roberto Sawyers
Roberto Sawyers (17. listopada 1986. - ) je kostarikanski atletičar specijaliziran za bacačke discipline diska, kugle i kladiva. Sawyers je sedmerostruki prvak i šesterostruki doprvak Srednje Amerike u bacanju kugle, diska i kladiva. 2015. je na Panameričkim igrama osovjio 7., a NACAC prvenstvu 5. mjesto. Za Kostariku je nastupio i na Svjetskom prvenstvu u atletici 2015. u Pekingu, gdje se natjecao u bacanju kladiva. Bacivši 66,64 metara, osvojio je zadnje 30. mjesto u kvalifikacijama, što je bilo deset metara lošije od zadanog iznosa kvalifikacijske norme za završnicu natjecanja.